# Bartolomeo di Capua
Bartolomeo di Capua (Capua, 24 agosto 1248 – Napoli, 1328) è stato un nobile e giurista italiano.
Fu signore di Altavilla Irpina, Cancello ed Arnone, Capua, Castel Morrone, Conca della Campania, Marcianise, Molinara, Presenzano, Riccia, Roseto Valfortore, Sant'Antimo, Trentola Ducenta e Vairano Patenora, logoteta e gran protonotario del Regno di Napoli.

## Biografia
Bartolomeo di Capua, figlio di Andrea, fu uno dei più importanti giuristi del XIII e XIV secolo. Studiò giurisprudenza all'Università di Napoli, dove si laureò ed insegnò. Fu giureconsulto e consigliere politico del Re del Regno di Napoli Carlo II d'Angiò. Ebbe un importante ruolo, storicamente documentato, nell'elezione di Papa Celestino V. Sempre fedele alla casata dei d'Angiò, ricoprendo un cursus honorum, che lo vide protagonista come politico e giurista nelle più importanti vicende del suo tempo, fu sepolto nel duomo di Napoli. Dando prova delle sue profonde cognizioni giuridiche, espose con abilità e dialettica i diritti di Roberto d'Angiò, terzogenito del Re Carlo II, ottenendo per questi l'investitura del Regno.
A lui il teologo suo contemporaneo Dimalduccio da Forlì dedicò il libro De resurrectione mortuorum.
Come Tolomeo dei Fiadoni, conobbe personalmente San Tommaso d'Aquino e al processo di canonizzazione di Napoli testimoniò la sua morte nel quarantottesimo anno di età. La deposizione del logoteta afferma:
(Bartolomeo di Capua)
Dichiarò anche che secondo «i magnati, gli uomini buoni e di lettere» Tommaso era «uomo eletto da Dio, dottore egregio, vergine, puro e integro, umile e devoto, lontano da qualsiasi interesse mondano».

## Discendenza
Bartolomeo di Capua si sposò prima con Mattia di Franco, che gli diede cinque figli, Andrea, Taddeo, Giovanni e Jacopo, e una figlia, Giovanna, e poi con Margherita dell'Oria, da cui non ebbe figli.

## Opere
Autore di numerose e importanti opere, molte delle quali andate perdute ma richiamate in molte fonti, di lui si ricordano le glosse, il Tractatus de appretio sive forma super appretio, nonché diversi scritti teologici.